# Kaela Chapdelaine
Kaela Louise Chapdelaine (Montréal, 10 novembre 1985) è un'ex cestista canadese.

## Carriera
Con il Canada ha disputato i Campionati mondiali del 2010 e due edizioni dei Campionati americani (2005, 2009).